# Kabinett Schloifer
Das Kabinett Schloifer bildete vom 1. August 1848 bis 11. Dezember 1849 die von Großherzog August I. berufene Landesregierung des Großherzogtums Oldenburg. Sie wurde im Zuge der Revolution von 1848 als liberale Märzregierung eingesetzt.
Der Großherzog hatte den ausgewiesenen liberalen Juristen Johann Heinrich Jakob Schloifer, der schon 1847 einer Kommission zur Schaffung einer Landesverfassung angehörte, zum neuen Staatsminister ernannt. Die verschiedenen Ministerien ("Departements") wurden dabei neu geschaffen und die Landesregierung als moderne Kollegialregierung umgestaltet.
Der größte Erfolg Schloifers war die Verabschiedung des Staatsgrundgesetzes von 1849, womit das Großherzogtum eine Verfassung erhielt, die am 1. März 1849 in Kraft trat. Größter Streitpunkt bei der Verfassungsgebung war die Vereinbarung der Zivilliste, also die Festsetzung der jährlichen Zahlungen aus der Staatskasse an das Großherzogliche Haus. Bisher hatte das Großherzogliche Haus über alle Staatseinnahmen frei verfügen können. Im Zuge der Parlamentarisierung sollte nun der Domänenbesitz des Herrscherhauses, eingezogen werden. Beim Herrscherhaus verblieben neben der jährlichen Zahlung einige nicht zu Staatsgütern umwandelbare Domänen, die Schlösser Oldenburg, Eutin und Jever, sowie die Gemäldegalerie, das Naturhistorische Museum und der Hausfideikommiss wie etwa das Schloss Rastede.
Die Regierungszeit des Kabinetts endete allerdings schon Ende 1849, als Schloifer keine Einigung zwischen Großherzog und Landtag über das politische Verhältnis Oldenburgs zu Preußen, konkret zum Beitritt zum Dreikönigsbündnis (später Erfurter Union), erreichen konnte. Eine Mehrheit aus katholischen und demokratischen Abgeordneten lehnte eine engere Anlehnung an Preußen aus unterschiedlichen Gründen ab, sodass Schloifer nach einer diesbezüglichen Abstimmungsniederlage im Landtag zurücktrat.
| Amt                               | Name                                                                                                   |
| --------------------------------- | --- |
| Staatsminister                    | Johann Heinrich Jakob Schloifer                                                                        |
| Inneres und Finanzen              | Carl Zedelius                                                                                          |
| Großherzogliches Haus und Äußeres | Johann Ludwig Mosle, ab 28. Juli 1849                                                                  |
| Militärangelegenheiten            | Julius von Egloffstein, 29. September 1848 – 26. April 1849 Berthold Diedrich Römer, ab 26. April 1849 |